# 최훈 (목사)
최훈(崔薰, 1926년 9월 26일 ~ 2008년 4월 28일)은 대한민국의 장로교 목사이자 교육자이다. 일제강점기 말과 한국전쟁을 거치며 월남하여 교회를 개척하였으며, 특히 서울 청량리 소재 동도교회를 35년간 담임하였다. 숭실대학교와 연세대학교를 거쳐 미국 노스팍대학교에서 명예신학박사를 받았으며, 대한예수교장로회(합동) 총회와 한국기독교총연합회 대표회장을 역임하는 등 한국교회의 연합과 부흥에 기여하였다.

## 생애
최훈은 1926년 9월 26일 평안남도 평양부 송산리에서 최병록과 황병선 사이의 2남 1녀 중 장남으로 태어났다. 일제강점기 하의 기독교 박해 시절, 주기철 목사와 7년의 옥고를 치른 김일희 전도사의 영향을 깊이 받으며 신앙의 길을 결심하였다. 해방 직후 송산국민학교 교사로 재직했으나, 금식기도 끝에 교직을 사임하고 목회의 길로 들어섰다. 황해도 임산 재건교회와 해주 재건교회에서 시무하다가, 1950년 6.25 전쟁 발발 직후 체포되었으나 탈출하여 12월 9일 서울을 거쳐 부산으로 월남하였다.
부산 김해에서 재건교회를 세운 뒤 고려신학교에 입학하여 정식 신학 훈련을 시작하였다. 이후 부산 영주동에 교회를 개척, 천막 예배에서 출발해 5년간 600~700명 규모의 교회로 성장시키며 목회자로서 기틀을 다졌다. 1956년 서울 충현교회에서 교육전도사로 부임하였으며, 중고등부와 대학부를 지도하였다. 1958년 숭실대학교 사학과에 입학하였다.
1960년 대한예수교장로회 경인노회에서 강도사 인허를 받고 그해 10월 25일에 서울 동도교회 담임목사로 취임한 뒤 35년간 시무했다. 이후 승동총회와 고신총회가 '합동' 후 결별할 때 합동총회에 잔류하였다. 1971년 교회 내 선교위원회를 신설하여 브라질 동도교회 설립을 비롯한 해외 선교를 지원하고, 군선교위원회·한국항공선교회 등 외부 선교단체에서도 활동하였다. 또한 숭실대학교 숭목회 회장, 칼빈대학교 이사장, 미주총신대학교 이사장 등을 역임하였다. 탈북자 출신으로서 한국기독교 남북대책위원회 및 평화통일자문회의에서도 활약하였다. 1979년에는 천마산기도원을 설립하였다.
1980년 전두환 대통령 취임 조찬기도회에서 "민중과 양심의 소리를 들을 수 있게 해달라"는 주제로 기도하였으며, 1984년 대한예수교장로회(합동) 제69대 총회장으로 피선되었다. 1989년 한국기독교총연합회(한기총) 창립에 기여하였으며, 1998년 대표회장을 역임하였다. 2002년 지병 치료를 위해 미국으로 이주하였고, 2008년 4월 28일 로스앤젤레스에서 82세의 나이로 사망하였다.

## 활동
본래 고려신학교 및 대한예수교장로회(고신) 출신으로, 예장합동의 총회장이 된 이후에도 신사참배 반성의 필요성을 역설하였다.
요한계시록 연구에 관심을 쏟으며 부흥사로도 활동하였다. ‘복된 삶·참된 삶·빛된 삶·바른 삶·값진 삶’ 등 설교집 시리즈와 『한국 재건교회사』 같은 저술을 통해 말씀과 역사 연구 결과를 꾸준히 남겼다. 1971년에는 교회 내 선교위원회를 신설해 외국 군선교위원회·한국 항공선교회 등과 협력하고, 국내외 선교사 파송과 지원에 힘썼다. 숭실대학교·숭목회 회장을 비롯해 칼빈대학교 이사장, 미주 중보협회 이사장 등 교육·대외 사역에도 폭넓게 참여했다.